# Кейзерлинг, Альфред Гугович
Альфред Гугович (Гукович, Густавович) Кейзерлинг (Кайзерлинг) (Карл Генрих Теодор Альфред граф Кейзерлинг; нем. Carl Heinrich Theodor Alfred von Keyserlingk, 25 мая 1861, Поневеж, Ковенская губерния — 7 апреля 1939, Каунас) — чиновник по особым поручениям.

## Биография
Родился в родовом имении Кейзерлингов. Граф, дворянин из балтийских немцев. Обучался в Дерптском университете (ныне Тарту, Эстония; 1882—1885, 1886—1887), где изучал юридические, экономические и политические науки. По окончании учебы работал в Министерстве финансов, с сентября 1888 г. — чиновник особых поручений при Приамурском генерал-губернаторе бароне А. Н. Корфе. Инспектировал каторжные тюрьмы, одновременно занимаясь этнологическими исследованиями коренных народов.
Секретарь Совета императорского Воспитательного общества Благородных девиц (Смольный институт, Санкт-Петербург, 1892—1897).
С 1897 г. владелец имения Александровка около Саблинского водопада (ныне в пос. Ульяновка). Начал разработку каменоломен, построил известковый завод. Создал Александровский парк. С лета 1903 года стал продавать участки под дачи, начал строительство трамвайной линии от ст. Саблино до имения.
В годы русско-японской войны выполнял дипломатические поручения в чине надворного советника. В течение 1902—1914 годов был председателем летней резиденции императорской семьи — Царскосельской уездной земской управы, камер-юнкером двора.
С началом Первой мировой войны был обвинен в измене. Содержался в Петропавловской крепости; благодаря защите Николая II был освобожден. Получил паспорт независимой Литвы. Скончался в Каунасе.
Брат основателя компании «Тихоокеанский китовый промысел графа Г. Г. Кейзерлинга и К°» Генриха Кейзерлинга.
Автор книги «Воспоминания о русской службе» («Академкнига», 2001, ISBN 5-94628-003-1).

## Награды
- Орден Святого Станислава 2-й степени.
- Орден Святой Анны 2-й степени[2].